# Priosersk
Priosersk (russisch Приозе́рск, finnisch Käkisalmi, schwedisch Kexholm) ist eine Stadt in der nordwestrussischen Oblast Leningrad. Sie hat 18.235 Einwohner (Stand 1. Januar 2024).

## Geografie
Die Stadt liegt auf der Karelischen Landenge etwa 140 km nördlich der Oblasthauptstadt Sankt Petersburg im Bereich der Mündung der Wuoksa in den Ladogasee.
Priosersk ist der Oblast administrativ direkt unterstellt und zugleich Verwaltungszentrum des gleichnamigen Rajons.

## Geschichte
Der Ort wurde erstmals 1143 als Festung Korela (vgl. die Namen Karelien oder Karelier) urkundlich erwähnt und lag in der Folgezeit im Gebiet militärischer Auseinandersetzungen zwischen dem Russischen und Schwedisches Reich.
1310 errichtete die Republik Nowgorod als einen ihrer nördlichen Vorposten die sogenannte „Alte Festung“ auf der Wuoksa-Insel Detinez. Auf der Nachbarinsel Spasski entstand eine Handelssiedlung. 1323 nahm Nowgorod das umliegende Gebiet in Besitz.
Mit Nowgorod gelangte auch Korela 1479 in den Besitz des Großfürstentums Moskau, welches hier einen Statthalter einsetzte. Der Ort erstreckte sich bald auch auf das linke (Fjodorowski Possad) und rechte (Orechowski Possad) Ufer der Wuoksa und wurde zudem Bischofssitz.
Von 1581 bis 1595 und von 1611 bis 1710 waren Ort und Festung im Besitz Schwedens. 1611 wurden sie in Kexholm (schwedisch für „Kuckucksinsel“, in alter Schreibweise) umbenannt und in Folge Verwaltungszentrum der gleichnamigen Provinz Kexholms län. Unter schwedischer Herrschaft wurde im 17. Jahrhundert auf der nördlicheren Spasski-Insel die „Neue Festung“ errichtet.
Während des Großen Nordischen Krieges wurde die Stadt im September 1710 im Zuge der Belagerung von Kexholm von russischen Truppen erobert. Der Frieden von Nystad schrieb die Zugehörigkeit des Gebietes zu Russland fest. Der schwedische Name wurde in russifizierter Schreibung beibehalten (Кексгольм/Keksgolm). Im 18. Jahrhundert wurden die Fortifikationsarbeiten fortgesetzt. Die Wichtigkeit der Festung am nördlichen Zugang zur damaligen Hauptstadt Sankt Petersburg wird von ihrer häufigen Inspektion durch wichtige Militärs, wie Alexander Suworow und Michail Kutusow, unterstrichen.

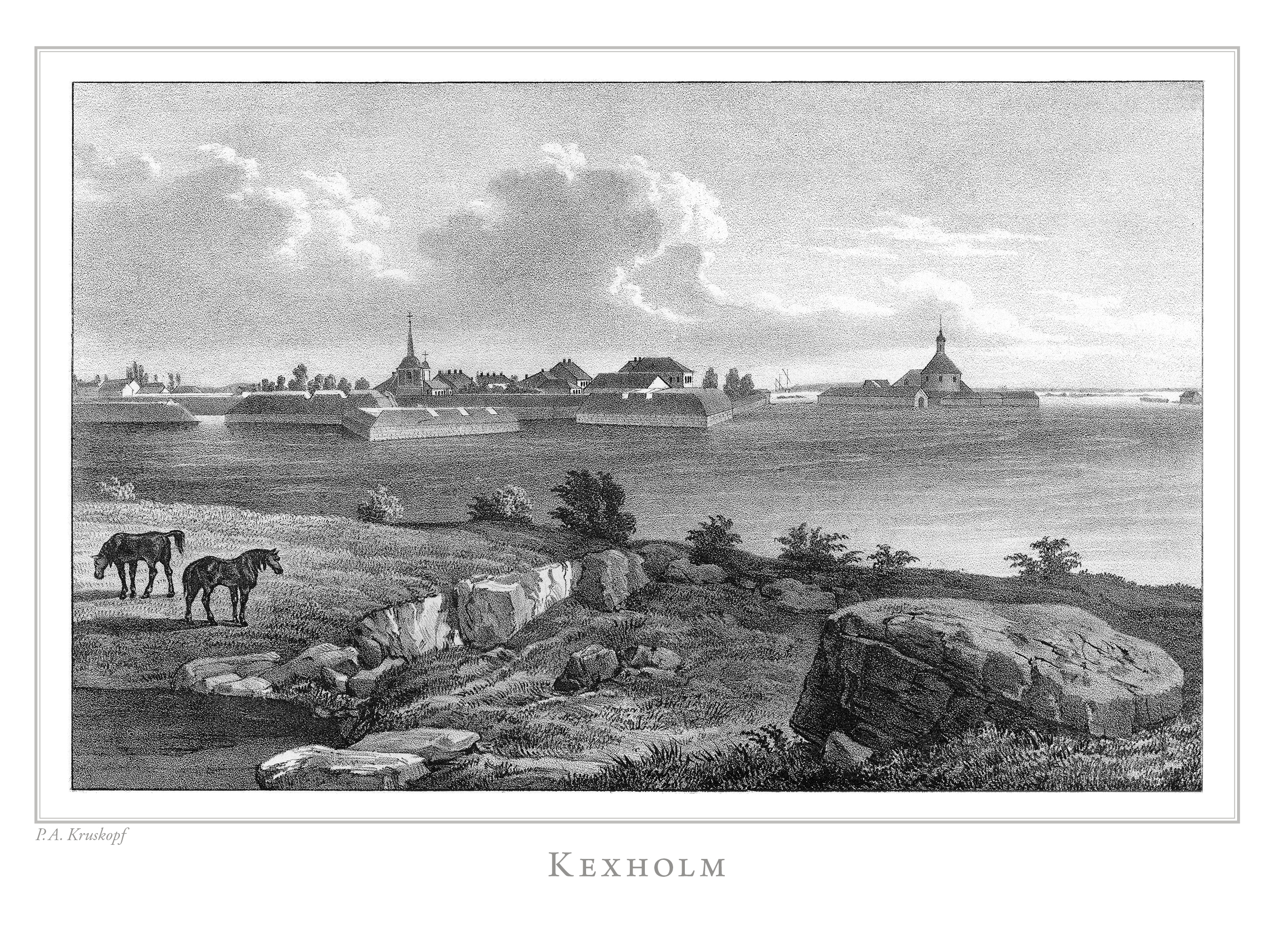
Kexholm im Buch Finland framställdt i teckningar

Nach dem Anschluss des gesamten Großfürstentums Finnland an Russland ging die militärische Bedeutung der Festung jedoch verloren, sodass sie 1810 aufgelassen wurde. Wie bereits seit Mitte des 18. Jahrhunderts diente sie aber weiterhin als Gefängnis. Hier waren u. a. 1762 der mögliche Thronprätendent Iwan Antonowitsch, Familienangehörige des Bauernführers Jemeljan Pugatschow und Dekabristen wie Wilhelm Küchelbecker inhaftiert.

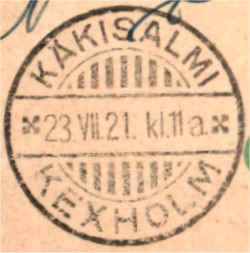
Der finnische und der schwedische Ortsname auf einem finnischen Poststempel von 1921

Nach der finnischen Unabhängigkeitserklärung 1917 kam der Ort zur Provinz Wiborg der Republik Finnland, nun offiziell zweisprachig mit Kexholm und dem finnischen Namen Käkisalmi (käki steht ebenfalls für „Kuckuck“). Im Ergebnis des Winterkrieges gelangte der Ort 1940 mit der gesamten Karelischen Landenge wieder in den Besitz der Sowjetunion und wurde, wieder als Keksgolm, der Karelo-Finnischen SSR angeschlossen.
Im Fortsetzungskrieg wurde die Stadt im August 1941 erneut von finnischen Truppen eingenommen und im September 1944 nach dem Waffenstillstand wieder von Truppen der Roten Armee besetzt.
1948 erfolgte die Umbenennung in Priosersk (von russisch pri osere für „am See“). Im Russischen ist auch die Falschschreibung Приозёрск/Priosjorsk mit entsprechender Aussprache verbreitet.

### Bevölkerungsentwicklung
| Jahr | Einwohner |
| ---- | --------- |
| 1897 | 1.300     |
| 1939 | 5.083     |
| 1959 | 13.936    |
| 1970 | 16.652    |
| 1979 | 19.053    |
| 1989 | 20.557    |
| 2002 | 20.506    |
| 2010 | 18.933    |

Anmerkung: Volkszählungsdaten (1897 gerundet)

## Kultur und Sehenswürdigkeiten
Die Lutherische Kirche von Priosersk wurde von 1928 bis 1930 im Stil der finnischen Nationalromantik nach Entwurf des finnischen Architekten Armas Lindgren erbaut.
Die orthodoxe Allerheiligenkirche wurde 1892 nach Entwurf des Architekten Johan Jacob Ahrenberg im altrussischen Stil errichtet.
Die orthodoxe Kirche der Geburt der Jungfrau Maria wurde 1847 fertiggestellt.
Von der „Alten Festung“ auf der Insel Detinez (Korela) sind der „Runde Turm“ von 1364 (später umgebaut), das „Alte Arsenal“ von 1582 bis 1591 (umgebaut im 18. Jahrhundert), Tor, Mauern und Erdwälle erhalten. Außerhalb der eigentlichen Festung steht das „Neue Arsenal“ von 1769 bis 1776. Der gesamte Komplex ist seit 1962 „Historisches und Heimatmuseum“.
Von der „Neuen Festung“ auf der Insel Spasski sind nur das Festungstor und ein Ravelin der ehemaligen Südmauer erhalten.
Auf der Insel Konewez liegt das „Konewez-Gottesmutter-Geburts-Kloster“ (Коневецкий Рождественский монастырь/Konewezki Roschdestwenski monastyr) aus dem 14. bis 19. Jahrhundert.
Die Umgebung der Stadt mit ihren Sandstränden am Ladogasee und Kiefernwäldern ist beliebtes Erholungs- und Urlaubsgebiet.

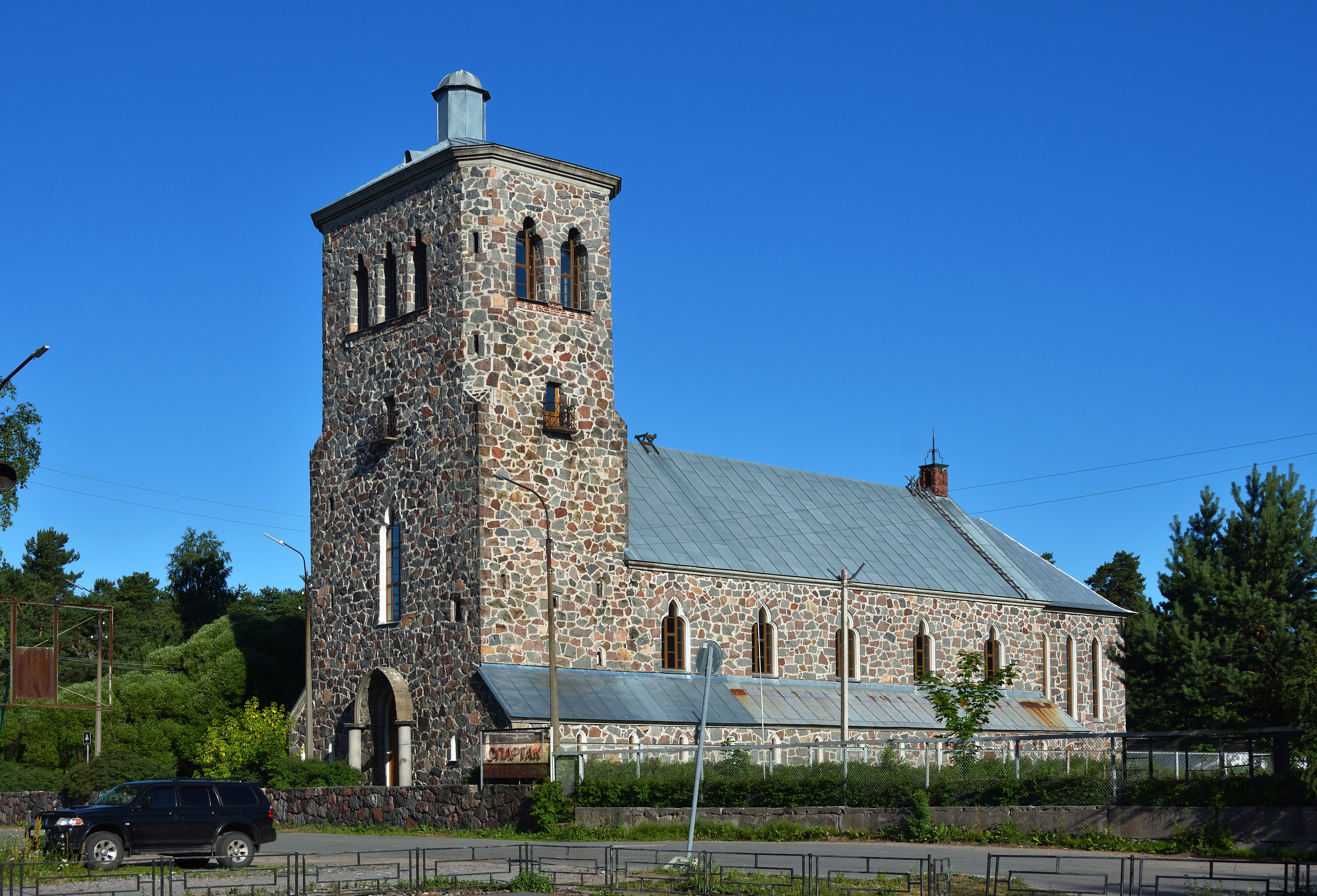
Lutherische Kirche
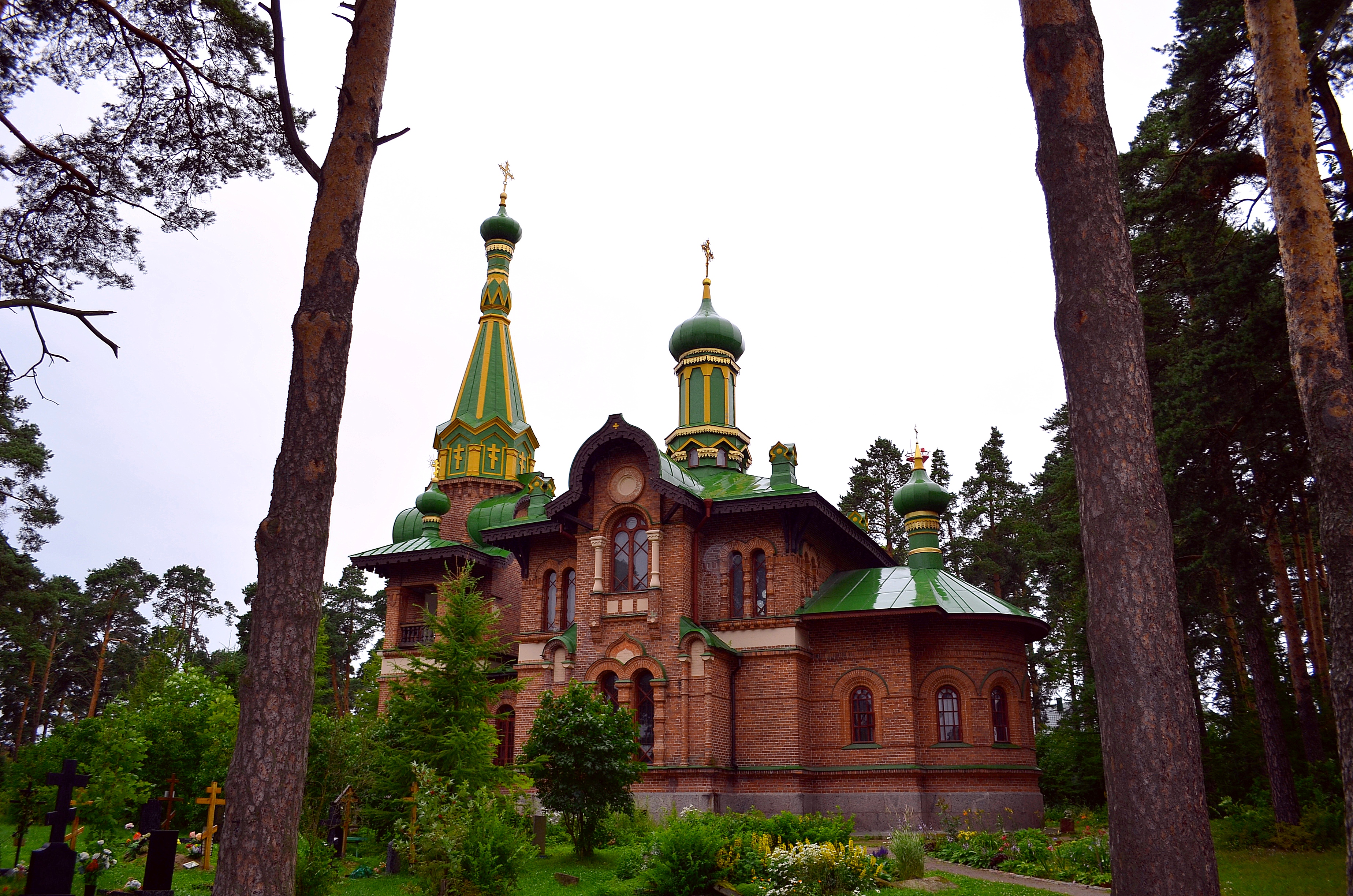
Allerheiligenkirche
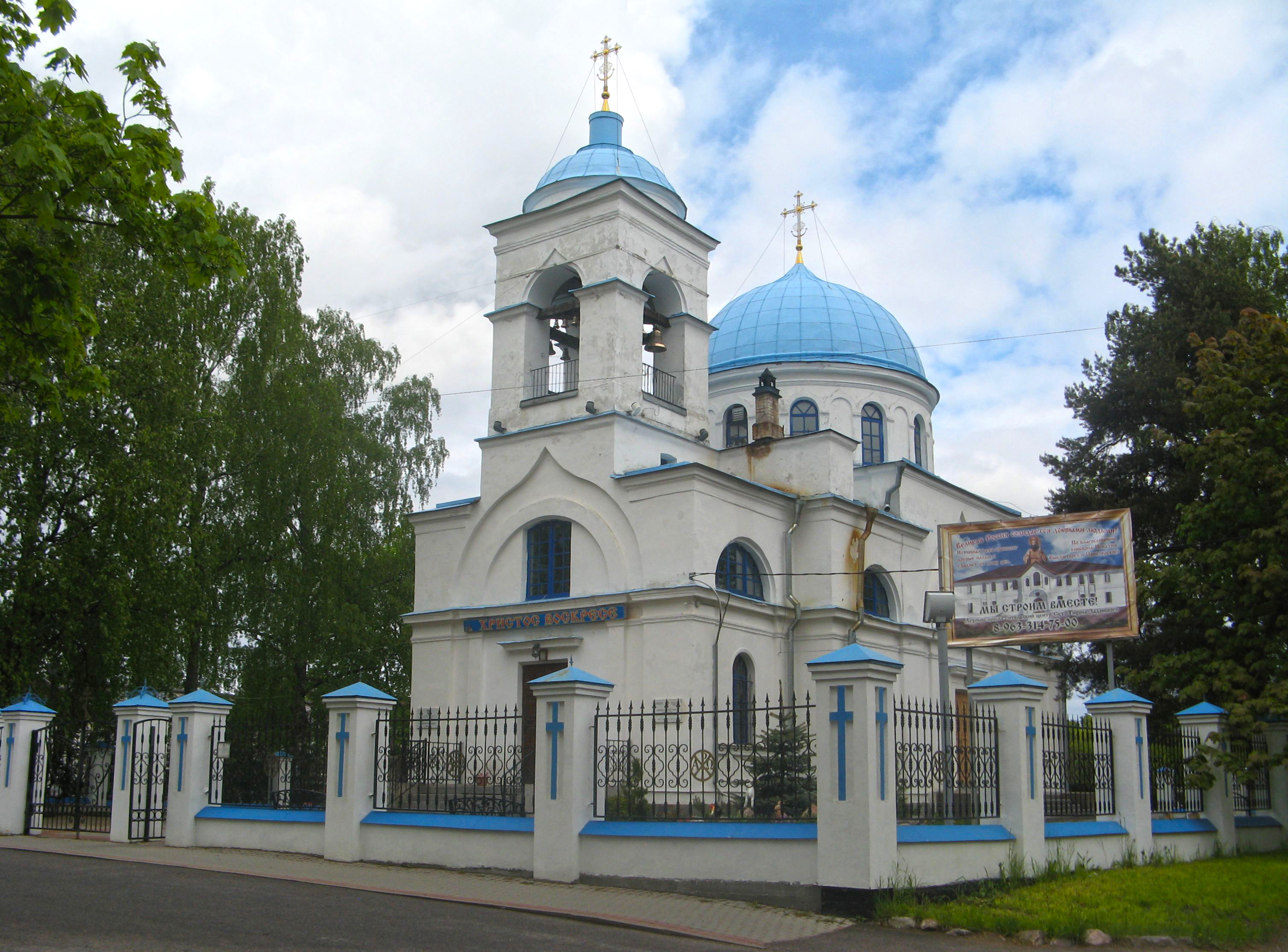
Kirche der Geburt der Jungfrau Maria
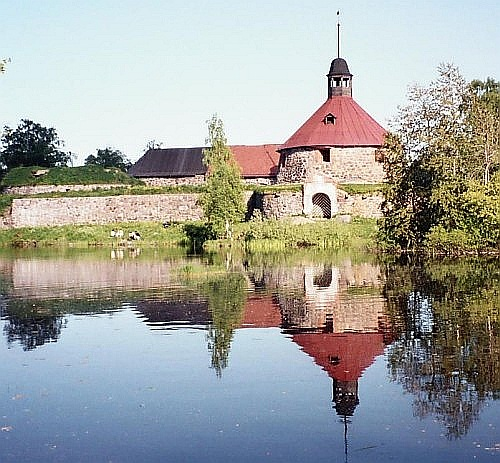
Alte Festung Korela
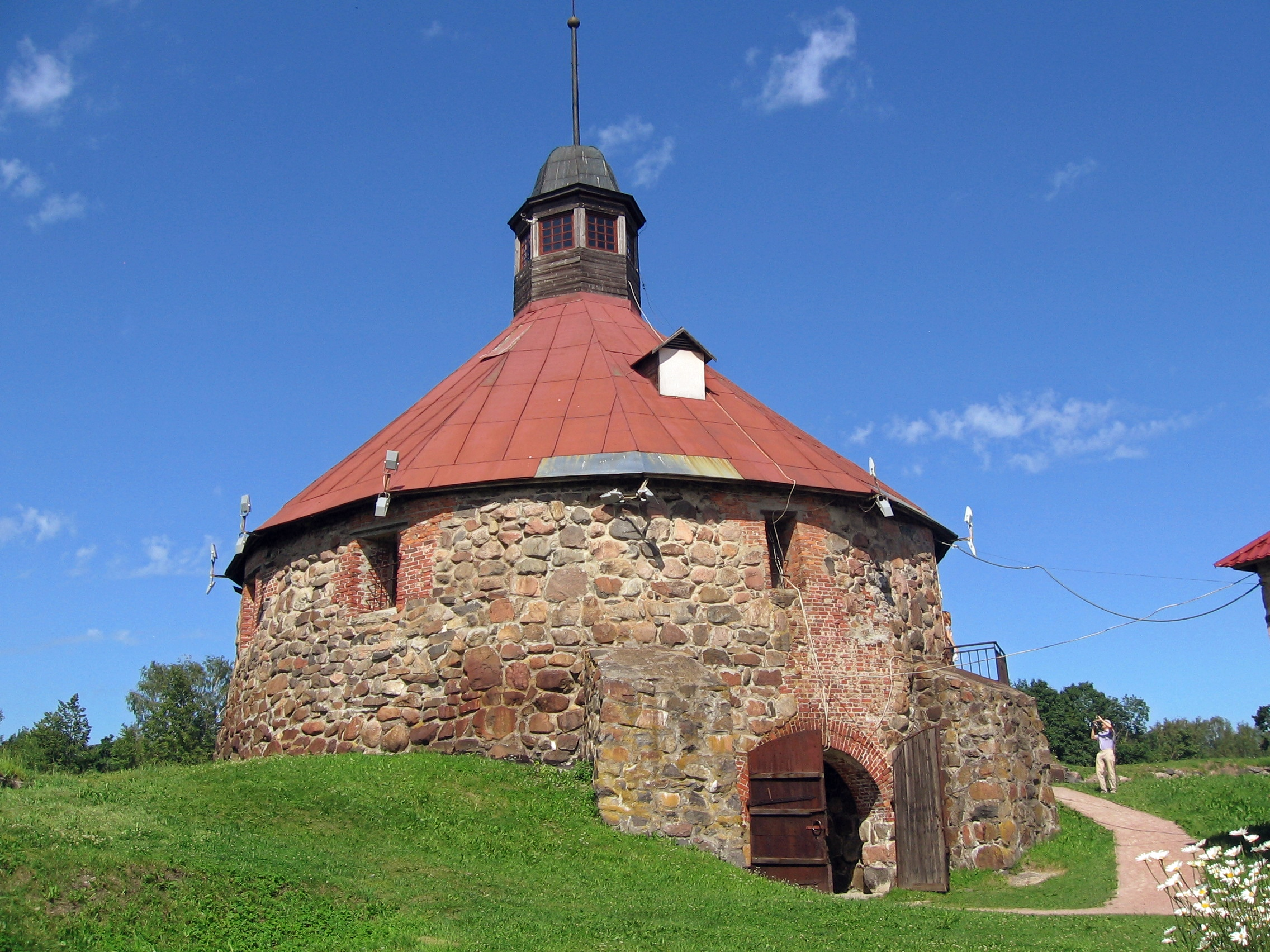
Runder Turm der Alten Festung
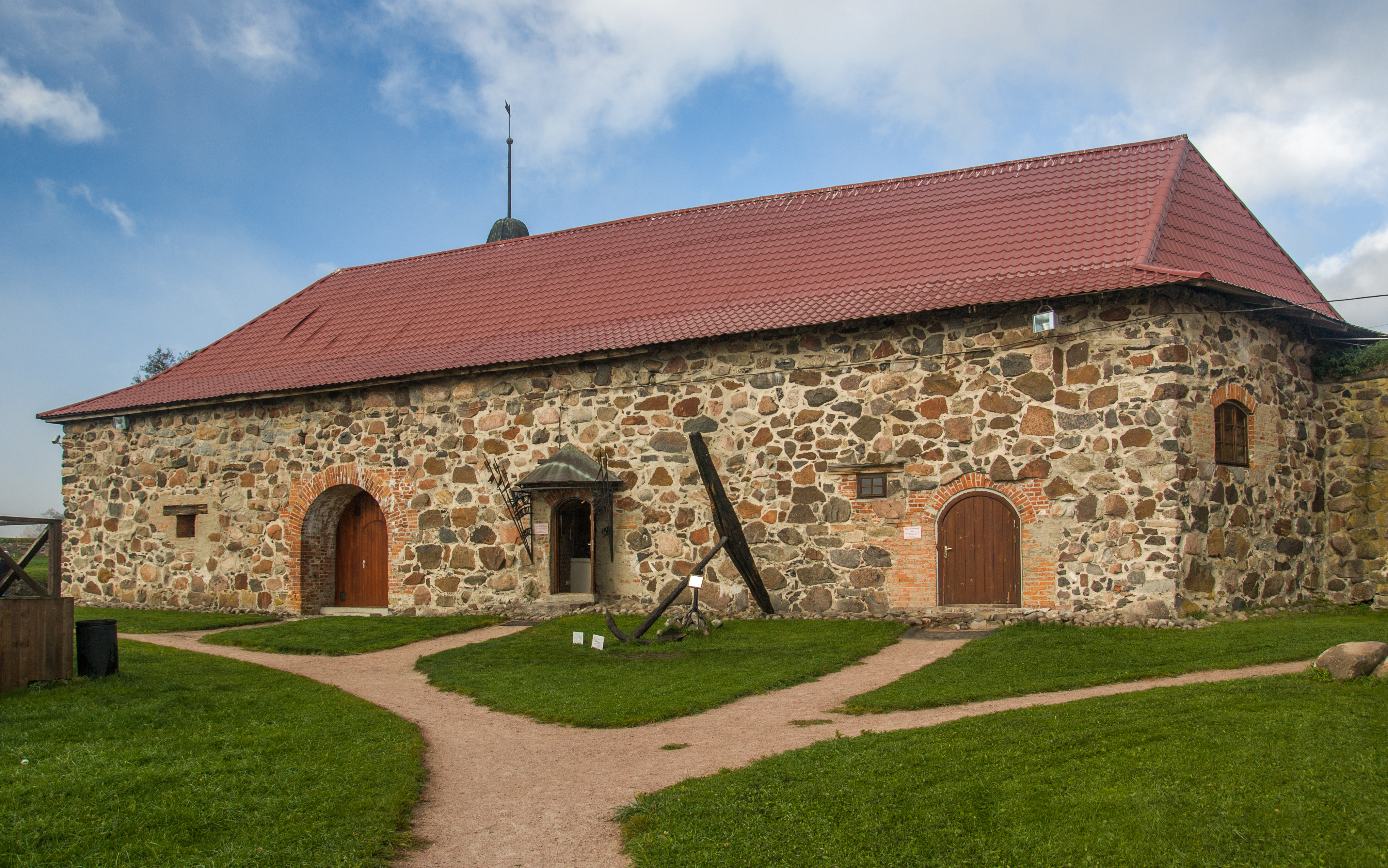
Altes Arsenal
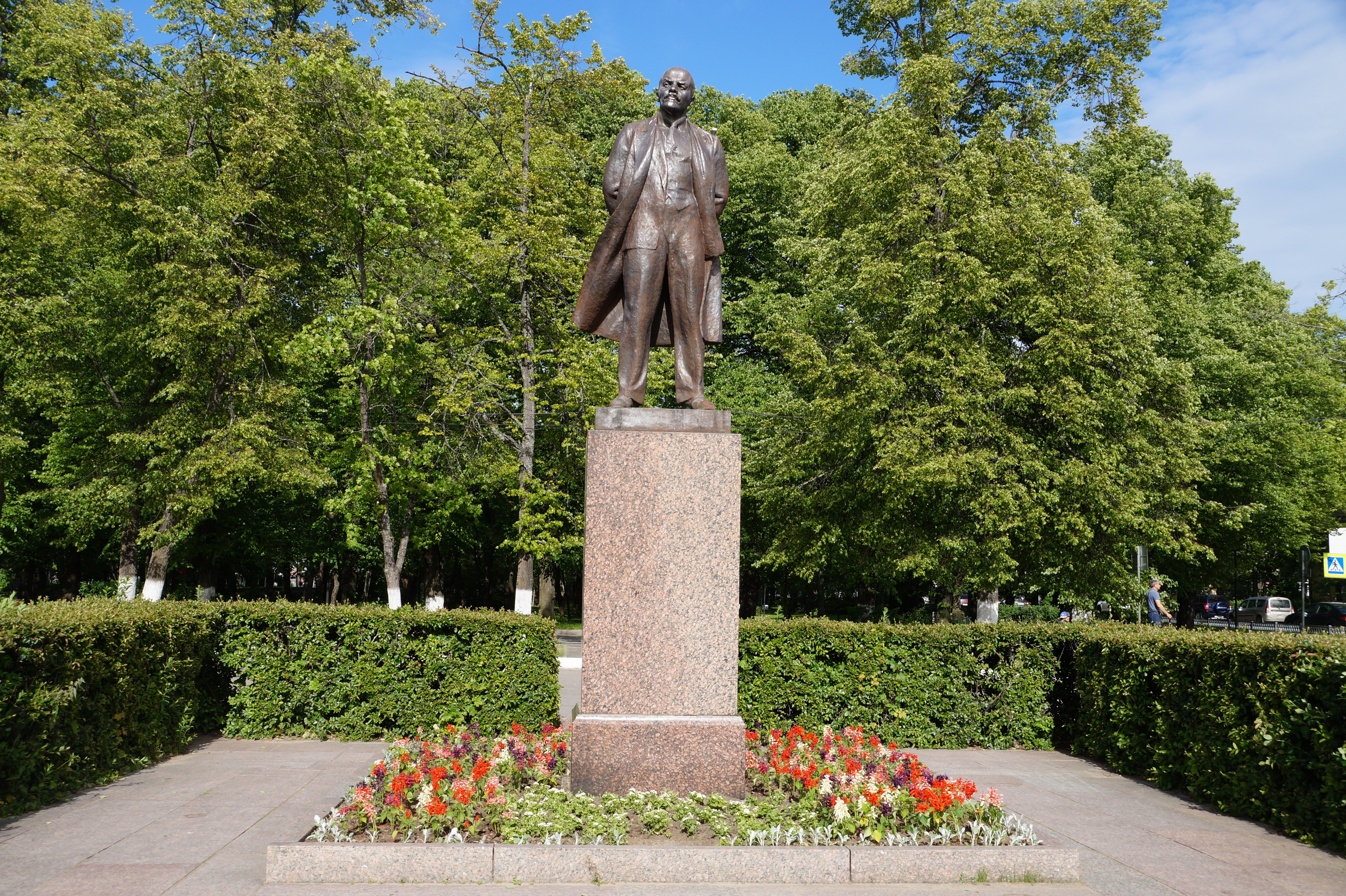
Lenindenkmal in Priosersk
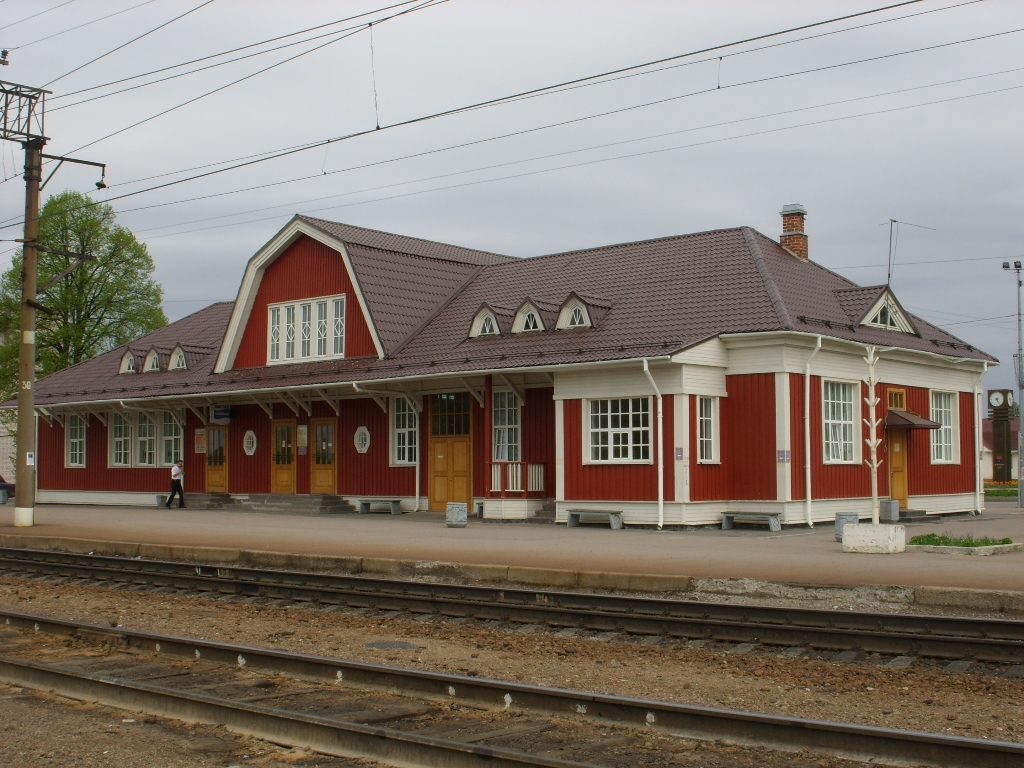
Bahnhof Priosersk

## Wirtschaft und Infrastruktur
In Priosersk gibt es Betriebe der holzverarbeitenden (Möbel, Bauholz, Zellulose) und der Lebensmittelindustrie sowie der Baustoffwirtschaft (Naturstein, u. a. Granit).
Die Stadt liegt an der 1917 eröffneten Eisenbahnstrecke Sankt Petersburg–Chijtola (Streckenkilometer 139).
Durch Priosersk führt die Regionalstraße A129 Sankt Petersburg–Sortawala, von welcher einige Kilometer südlich die A124 über Kamennogorsk nach Wyborg sowie die längs des Ladoga-Westufers führende R33 abzweigen.

## Söhne und Töchter der Stadt
- Paul Grabbe (1789–1875), russischer General der Kavallerie
- Erkki Melartin (1875–1937), finnischer Komponist und Dirigent
- Witalij Konow (* 1987), ukrainischer Badmintonspieler